# 劉禔
劉禔（1471年—1513年），字持美，號石峰，江西吉安府安福縣人，儒籍，明朝政治人物。

## 生平
弘治十四年（1501年）辛酉科江西鄉試第五名舉人。正德六年（1511年）中式辛未科會試第二百二十六名，登第三甲第五十二名進士。吏部观政，奏補兵科给事中，踰月以才幹分守安定门。七年奉命按狱广东，正德八年归乡为父贺壽，病卒，年四十三。

## 家族
曾祖劉瑚；祖父劉鈞；父劉紀，號南山，曾任七品散官。母周氏。具庆下。兄禥；祥，知府；弟袠、襲、初、裳、祴。從兄劉祥，淮安知府。